# Organizzazione militare dei Sanniti
Per organizzazione militare dei Sanniti si intendono la struttura, la tattica, l'armamento e la strategia, che servirono alle popolazioni di Pentri, Irpini, Caudini e Carricini, per espandersi prima e poi difendersi, durante le cosiddette guerre sannitiche, combattute per l'indipendenza del Sannio durante i secoli IV-III secolo a.C. contro la Repubblica romana.

## Contesto storico
I Sanniti costituivano una confederazione di popoli, la cosiddetta Lega sannitica, composta principalmente da quattro tribù: Caudini, Irpini, Pentri e Carricini. Queste popolazioni erano strettamente correlati agli Osci, popolazione indoeuropea del gruppo osco-umbro. In epoca storica i Sanniti risultano dispersi su di un vasto territorio delimitato a nord dai monti della Maiella, nell'alto Abruzzo, al confine con gli Umbri, i Piceni (a nord-est) e i Sabini (a nord-ovest); a sud ed a est dal Tavoliere delle Puglie e dalle coste adriatiche; a ovest dal Mar Tirreno, dalle terre dei Volsci, degli Aurunci, dei Sidicini e dei Latini.

## Struttura unità
Al tempo della terza guerra sannitica, E.T. Salmon ritiene che i Sanniti avessero sviluppato pienamente i loro eserciti tribali, e le loro armate e strutture militari interne, non erano molto differenti da quelle romane.

### Fanteria
Secondo Tito Livio la fanteria sannita era organizzata in coorti composte da 400 armati e combatteva con la tattica manipolare. Sembra inoltre che le unità base militari fossero molto simili alle legioni romane anche in assetto di marcia.. Vi sarebbe, infine, stata una formazione di particolare valore tra le loro file, la Legio Linteata, che Livio descrive formata da soldati "consacrati", che spiccavano per il candore delle loro vesti e per le armi ugualmente candide. Questa formazione apparirebbe schierata, secondo il Salmon, come una falange sacra tebana, facente parte di un racconto immaginario ed idealizzato dello stesso Livio.

### Cavalleria
La cavalleria sannita godeva di un'ottima fama, sebbene fosse organizzata in un paese montuoso come il Sannio, apparentemente non particolarmente idoneo a schierare unità di questo genere. Verrà utilizzata dai Romani come cavalleria alleata nelle successive campagne militari (es.seconda guerra punica), fino alla guerra sociale (90-88 a.C.), quando a tutta l'Italia centro-meridionale verrà concessa la cittadinanza romana, diventando parte integrante dell'esercito romano.

## Organizzazione e gerarchia interna
Capo supremo dell'esercito e quindi del Touto (letteralmente "popolo") vi era il meddíss tovtíks (in latino: meddix tuticus, "magistrato del popolo"), figura politico-amministrativa, ricordata da Tito Livio con il termine praetor proprio dell'ordinamento romano. In quanto capo assoluto del suo popolo, ossia del suo Touto, aveva un potere decisionale massimo e autonomo, anche se sentiva il parere di altri:
(Tito Livio, Ab Urbe condita libri, VIII, 39.)
Oltre ad essere il capo militare del Touto, ne curava l'amministrazione della legge, delle finanze, della religione e presiedeva le assemblee collegiali che aveva il potere di convocare. Aveva naturalmente anche funzioni militari, ma meno accentuate rispetto al suo omologo romano, il praetor. La carica di meddix tuticus, elettiva e monocratica, era annuale ma poteva essere rinnovata. Si ebbero anche due meddix tuticus, come a Velitrae, Nola, Messana e Corfinium. A differenza dei consoli romani, tuttavia, i due meddices tuticis non erano perfettamente pari grado, né risulta che vi fossero differenze di specializzazione, «per cui noi parleremmo di un meddix e di un vice-meddix».

## Tattica ed armamento

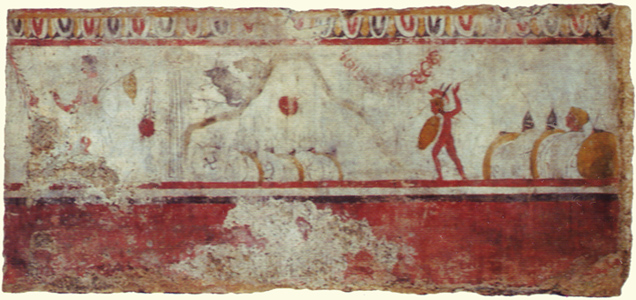
Rappresentazione della battaglia delle Forche Caudine del 321 a.C., dove i Sanniti ebbero la meglio sui Romani.

I successi iniziali dei Sanniti contro i Romani sul terreno montuoso, confermano come essi usassero un ordine di battaglia flessibile e aperto, piuttosto che schierare una falange serrata. Vi è da aggiungere che la loro carica iniziale era molto difficile da contenere, tanto che in più di una circostanza essi sfondarono le linee romane, penetrando nelle difese fino ai triarii. Una tradizione, sostenuta dal frammento in greco detto Ineditum Vaticanum e da Diodoro Siculo, vuole che i Sanniti usassero sia il giavellotto (pilum), sia un lungo scudo ellittico, diviso verticalmente in due da una nervatura con una borchia al centro (lo scutum), e che i Romani appresero da essi l'uso di tali armi, oltre alla tattica manipolare ed un miglior utilizzo della cavalleria. L'impressione generale che si ricava dell'esercito sannita è quella di uomini non appesantiti da troppe armature difensive e ben equipaggiati per un'azione flessibile.
(Ineditum Vaticanum, H. Von Arnim (1892), Hermes 27: 118.)
L'elmo era spesso ornato da un pennacchio (soprattutto quello degli ufficiali o degli appartenenti alla legio linteata). A volte presentava delle aperture laterali dove venivano fissate delle penne d'aquila (si veda foto qui a lato). La tunica era di lino o pelle, copriva il torace fino ai fianchi, dove era spesso presente una cintura in pelle, munita di fibbie in bronzo. Aveva inoltre maniche corte. Per proteggere il petto molte popolazioni dell'Italia antica utilizzavano o una piastra rotonda centrale di circa venti centimetri (talvolta decorata con la figura di un animale) oppure tre dischi sbalzati davanti e tre dietro, dove le due metà della "corazza" erano fissate fra loro, attraverso una serie di fibbie di metallo che si intersecavano sulle spalle e sotto le ascelle.
Come tanti altri popoli italici, anche i Sanniti utilizzavano il classico scutum ellittico, diviso verticalmente da una nervatura con un umbone al centro, o uno scudo più largo nella parte superiore (a protezione del viso e del petto), più stretto nella parte inferiore (verso le gambe, spesso protette da schiniere). Lo scudo non era di metallo, ma di giunchi intrecciati, ricoperti da pelle di pecora nella loro parte esterna.
Riguardo alle armi d'offesa dei Sanniti, utilizzavano lance, adatte più che altro al combattimento ravvicinato, un piccolo giavellotto, lunghi pugnali e, più raramente, spade a doppia lama. Questo significa che le armate sannite apparivano con armamenti non troppo pesanti, quindi adeguati al fatto di dover spesso combattere su di un territorio spesso montuoso, e quindi ben equipaggiati per un'azione flessibile.
La percezione dei Romani nei confronti dei Sanniti era di combattenti assai valorosi ma anche spietati, pronti ad uccidere i prigionieri con grande freddezza, massacrando anche i loro stessi uomini che si fossero sottratti al servizio di leva; vi è tuttavia da aggiungere che i Sanniti stessi smentirono con i fatti, questa infondata credenza nella battaglia delle Forche Caudine. In questa circostanza, infatti, risparmiarono a molti Romani la vita, al posto di compiere un barbaro eccidio di un'intera armata, fatta invece passare sotto il giogo.
Livio racconta infatti che, i consoli romani, atteso che non avevano altra via d'uscita, mandarono dei legati per chiedere una pace equa o che i Sanniti si schierassero per la battaglia, ma ovviamente Gaio Ponzio non accettò e pose le sue condizioni:
(Tito Livio, Ab Urbe condita libri, IX, 4)
Lucio Lentulo, in una sorta di assemblea informale si alzò per consigliare la resa, razionalizzandola come difesa della patria che altrimenti, perso l'esercito, ne sarebbe rimasta priva. Contrariamente a quanto era accaduto ai tempi del padre, non c'era un esercito romano pronto a ritornare alla riscossa. I consoli si recarono da Ponzio per discutere la resa. 
(Tito Livio, Ab Urbe condita libri, IX, 5-6)
L'episodio è ricordato anche da Niccolò Machiavelli nei Discorsi sopra la prima Deca di Tito Livio:

## Strategia
Il territorio occupato dalla confederazione sannita si espanse progressivamente, ma giunti a toccare il basso Lazio e la zona di Napoli i Sanniti dovettero confrontarsi con i Romani, con i quali stipularono in un primo momento un patto di alleanza ed amicizia nel 354 a.C.. Undici anni più tardi però, nel 343 a.C., la città etrusca di Capua fu occupata dai Sanniti e chiese aiuto al Senato romano, che ne accolse la supplica. Fu l'inizio della prima guerra sannitica, dove i Romani alla fine prevalsero, nonostante numerose difficoltà iniziali incontrate.

## Dimensione dei suoi eserciti
Secondo quanto ci racconta Polibio, le liste di leva del Sannio poco prima dell'inizio della seconda guerra punica (225 a.C.), comprendeva 70 000 fanti e 7 000 cavalieri, all'epoca alleati dei Romani. Se si considera che a quel tempo erano state già numerose le perdite territoriali subite dai Sanniti, possiamo ipotizzare che allo scoppio della guerra contro Pirro nel 280 a.C. (per taluni definita, la quarta guerra sannitica), il potenziale militare umano di questa "federazione di popoli" si aggirava attorno alle 150 000 unità (su una popolazione complessiva di 750 000/780 000 abitanti). Vi è da aggiungere che nel 293 a.C. Livio sostiene che per formare la famosa legio linteata, si radunarono ad Aquilonia 60 000 uomini, tra i quali furono scelti 16 000 per la sopracitata legione ed altri 20 000 per un'altra unità, di minor qualità, per un totale di 36 000 armati.